# Anything Can Happen
Anything Can Happen is een Amerikaanse filmkomedie uit 1952 onder regie van George Seaton. Het scenario is gebaseerd op de gelijknamige roman uit 1945 van de Amerikaanse auteurs Helen en George Papashvily. Destijds werd de film in Nederland uitgebracht onder de titel Hoera… We emigreren.

## Verhaal
Giorgi Papashvily is een immigrant uit Georgië die moeite heeft om zich aan te passen aan het leven in New York. Hij wordt bovendien verliefd op de vrijpostige rechtbankverslaggeefster Helen Watson, die zijn leven op zijn kop zet.

## Rolverdeling
| Acteur             | Personage         |
| ------------------ | ----------------- |
| José Ferrer        | Giorgi Papashvily |
| Kim Hunter         | Helen Watson      |
| Kurt Kasznar       | Nuri Bey          |
| Eugenie Leontovich | Anna Godiedze     |
| Oskar Karlweis     | Oom Besso         |
| Oscar Beregi sr.   | Oom John          |
| Mikhail Rasumny    | Tariel Godiedze   |
| Nick Dennis        | Chancho           |
| Gloria Marlowe     | Luba Godiedze     |
| Otto Waldis        | Sandro            |
| George Voskovec    | Pavli             |
| Alexander Danaroff | Eliko Tomavily    |
| Natasha Lytess     | Mevrouw Greshiani |